# Калган (Колорадо)
Калган (англ. Calhan) — місто (англ. town) в США, в окрузі Ель-Пасо штату Колорадо. Населення — 762 особи (2020).

## Географія
Калган розташований за координатами 39°2′4″ пн. ш. 104°17′57″ зх. д. / 39.03444° пн. ш. 104.29917° зх. д. (39.034415, -104.299170).  За даними Бюро перепису населення США в 2010 році місто мало площу 2,25 км², уся площа — суходіл.

### Клімат
| Клімат : Калган              | Клімат : Калган | Клімат : Калган | Клімат : Калган | Клімат : Калган | Клімат : Калган | Клімат : Калган | Клімат : Калган | Клімат : Калган | Клімат : Калган | Клімат : Калган | Клімат : Калган | Клімат : Калган | Клімат : Калган |
| Показник                     | Січ.            | Лют.            | Бер.            | Квіт.           | Трав.           | Черв.           | Лип.            | Серп.           | Вер.            | Жовт.           | Лист.           | Груд.           | Рік             |
| Середній максимум, °C        | 6,1             | 7,2             | 11,1            | 15,6            | 20,6            | 26,1            | 30,0            | 27,8            | 23,9            | 17,2            | 10,6            | 5,6             | 16,9            |
| Середній мінімум, °C         | −9,4            | −7,8            | −3,9            | 0,0             | 5,6             | 10,0            | 13,3            | 12,8            | 7,2             | 1,1             | −5              | −8,9            | 1,3             |
| Норма опадів, мм             | 6               | 7               | 20              | 38              | 56              | 58              | 66              | 68              | 25              | 20              | 11              | 7               | 382             |
| ---------------------------- | --------------- | --------------- | --------------- | --------------- | --------------- | --------------- | --------------- | --------------- | --------------- | --------------- | --------------- | --------------- | --------------- |
| Джерело: The Weather Channel |                 |                 |                 |                 |                 |                 |                 |                 |                 |                 |                 |                 |                 |

## Демографія
Згідно з переписом 2010 року, у місті мешкало 780 осіб у 310 домогосподарствах у складі 211 родини. Густота населення становила 347 осіб/км².  Було 348 помешкань (155/км²).
Расовий склад населення:
| - 93,8 % — білих - 1,2 % — азіатів - 0,5 % — чорних або афроамериканців - 0,3 % — корінних американців |

До двох чи більше рас належало 4,0 %. Частка іспаномовних становила 3,5 % від усіх жителів.
За віковим діапазоном населення розподілялося таким чином: 28,8 % — особи молодші 18 років, 54,3 % — особи у віці 18—64 років, 16,9 % — особи у віці 65 років та старші. Медіана віку мешканця становила 38,8 року. На 100 осіб жіночої статі у місті припадало 95,0 чоловіків;  на 100 жінок у віці від 18 років та старших — 93,4 чоловіків також старших 18 років.
Середній дохід на одне домашнє господарство  становив 54 197 доларів США (медіана — 45 179), а середній дохід на одну сім'ю — 67 678 доларів (медіана — 58 750). За межею бідності перебувало 9,1 % осіб, у тому числі 6,1 % дітей у віці до 18 років та 18,9 % осіб у віці 65 років та старших.
Цивільне працевлаштоване населення становило 345 осіб. Основні галузі зайнятості: освіта, охорона здоров'я та соціальна допомога — 30,4 %, роздрібна торгівля — 18,6 %, будівництво — 11,9 %, науковці, спеціалісти, менеджери — 8,7 %.